# Крючков, Борис Николаевич
Борис Николаевич Крючков (17.04.1928-26.02.2009) — горный инженер-нефтяник, лауреат Ленинской премии (1970).

## Биография
Родился 17.04.1928. Член КПСС с 1955 г.
После окончания Московского нефтяного института (1952) работал во ВНИИнефть: инженер, старший инженер, старший научный сотрудник, с 1965 г. руководитель сектора (лаборатории).
С 1994 по 2001 г. советник генерального директора РМНТК «Нефтеотдача». С 2001 г. ведущий научный сотрудник ОАО «ВНИИнефть».
Кандидат технических наук (1971).
Лауреат Ленинской премии (1970, в составе коллектива) — за разработку и внедрение высокоэффективных комплексных технико-технологических решений, обеспечивших ускоренное развитие добычи нефти в Тюменской области.
Почётный нефтяник.